# IC 1613

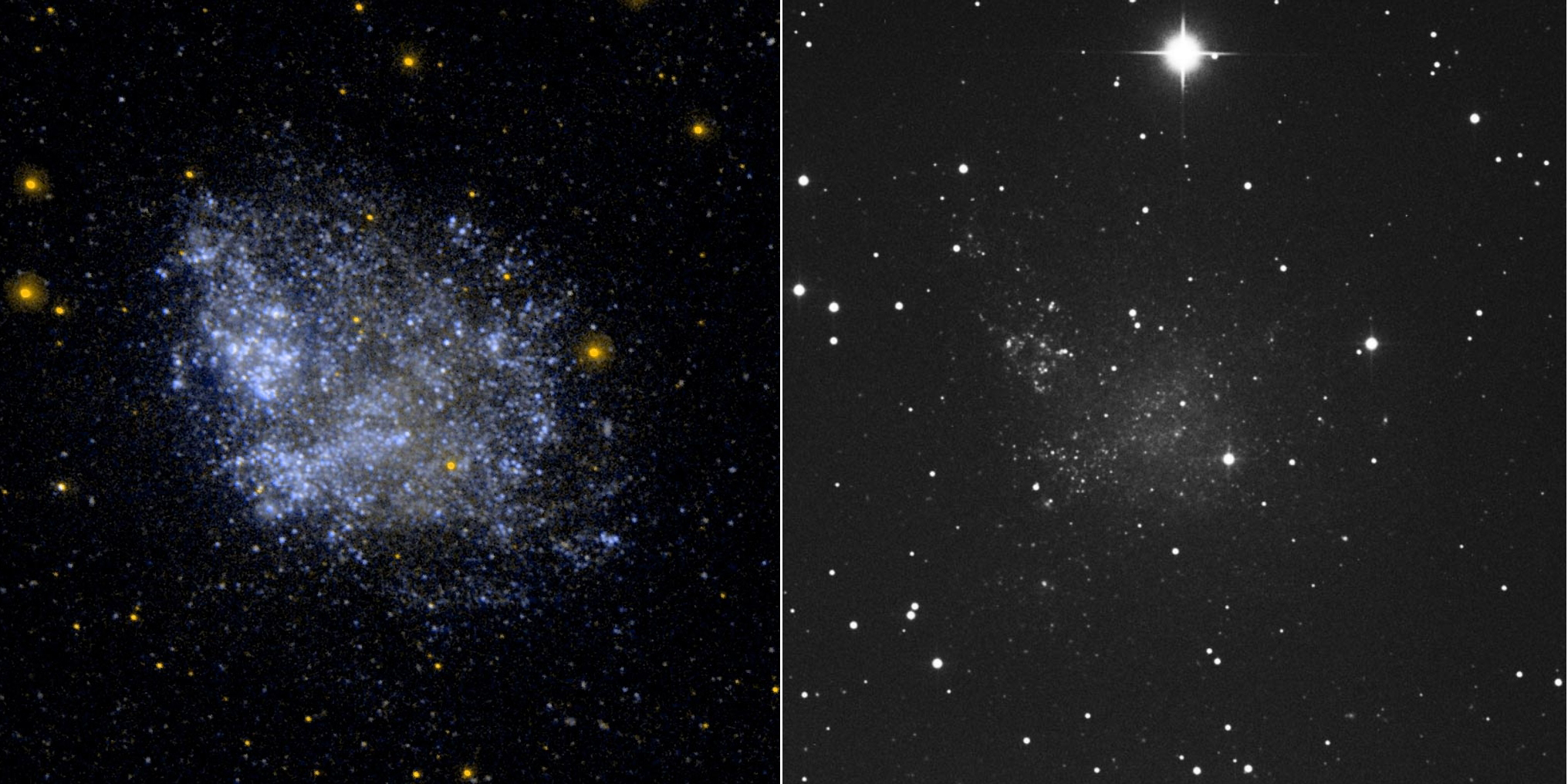
IC 1613 (a sinistra nell'UV, a destra nella luce visibile)

IC 1613 (nota anche come C 51) è una galassia nella costellazione della Balena.
Si trova al limite estremo del Gruppo Locale; è una galassia nana irregolare, visibile solo con telescopi di una certa potenza, perché, nonostante la sua magnitudine sia 9,2, si tratta di un oggetto sfuggente. Fino agli anni 1970 non erano stati rinvenuti oggetti come ammassi e nebulose in questa galassia; oggi se ne conoscono solo poche decine, mentre le polveri interstellari sono praticamente assenti, al punto che è possibile osservare altre galassie lontane attraverso di questa. Non appare legata gravitazionalmente a nessun membro del Gruppo Locale; dista dalla Via Lattea 2,9 milioni di anni-luce.